# 芬兰航空 (2003年成立)
芬蘭航空（Air Finland）是一間總部位於芬蘭萬塔機場的航空公司。提供包機和定期航班至度假勝地，以及飛機租賃服務。

## 歷史

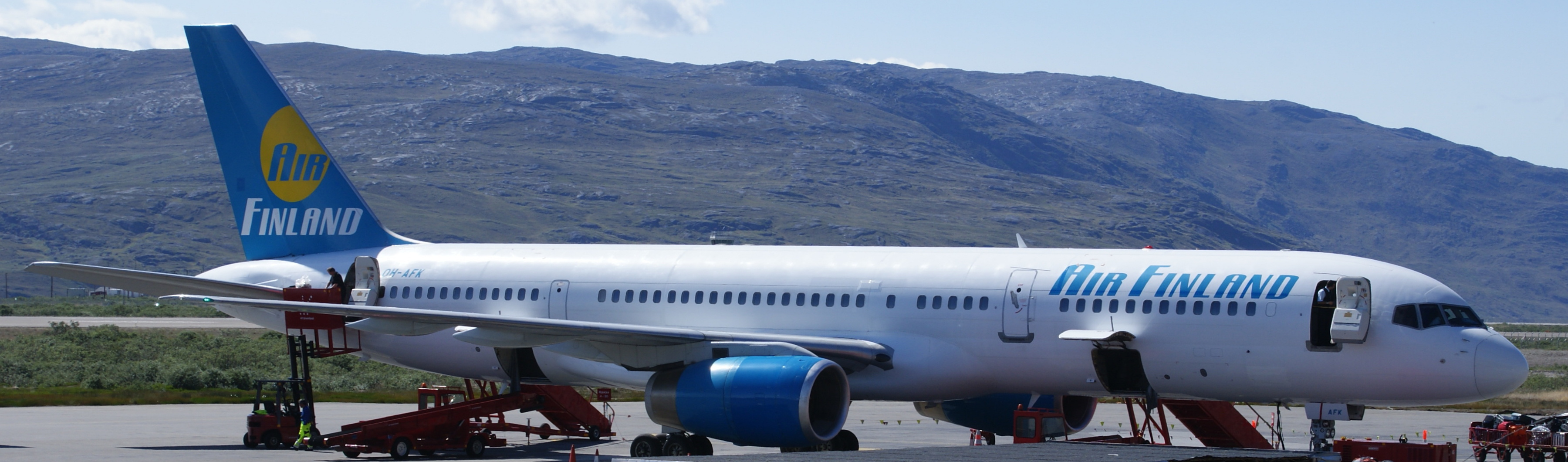
芬蘭航空波音757-200在格陵蘭坎克爾路斯斯雅克機場（2010年）

航空公司在2002年1月成立，在2003年4月3日開始營運。由航空界、財經界和旅遊界成立：Harri Naivo （董事長兼首席財務總監）、 Mika Helenius （行政總裁）和Lauri Komi。在2007年3月，航空公司有210名員工。
由於該公司主要經營觀光包機的業務，之後因為經濟不景氣，加上油價飆漲，使公司出現財政重擔；最後在2012年6月26日聲請破產，同時宣布停止營運，並配合芬蘭政府洽商無法出行之消費者補償事宜。

## 目的地
在2011年3月，航空公司有以下定期航班的目的地：
- 芬蘭
  - 赫爾辛基：赫爾辛基－萬塔機場 基地
- 希臘
  - 哈尼亚：哈尼亞揚尼斯·達斯卡洛伊安尼斯國際機場 季節性
  - 羅得島：羅得島迪亞戈拉斯國際機場 季節性
- 西班牙
  - 阿利坎特：阿利坎特機場
  - 馬拉加：馬拉加機場
  - 特內里費島：特内里费南部机场 季節性
- 土耳其
  - 安塔利亞：安塔利亞機場 季節性

## 機隊
在2011年3月，芬蘭航空以下飛機：
在2011年3月，芬蘭航空的平均機齡為17.2年。

## 外部連結
维基共享资源上的相關多媒體資源：芬兰航空
- 官方網站（英文）（文）